# Ворочівська сільська рада
Ворочівська сільська рада — колишній орган місцевого самоврядування у колишньому Перечинському районі Закарпатської області з адміністративним центром у с. Ворочово. Сільській раді було підпорядковано лише село Ворочово.
Рада складалася з 16 депутатів та голови.

## Керівний склад сільської ради
| ПІБ                        | Основні відомості                                                                       | Дата обрання | Дата звільнення |
| -------------------------- | --------------------------------------------------------------------------------------- | ------------ | --------------- |
| Пастеляк Андрій Степанович | Сільський голова, 1968 року народження, освіта, член Партії регіонів                    | 26.03.2006   | 31.10.2010      |
| Пастеляк Андрій Степанович | Сільський голова, 1968 року народження, освіта середня спеціальна, член Партії регіонів | 31.10.2010   |                 |

Примітка: таблиця складена за даними джерела

## Населення
Згідно з переписом УРСР 1989 року чисельність наявного населення сільської ради становила 842 особи, з яких 408 чоловіків та 434 жінки.
За переписом населення України 2001 року в сільській раді мешкали 804 особи.

### Мова
Розподіл населення за рідною мовою за даними перепису 2001 року:
| Мова       | Відсоток |
| ---------- | -------- |
| українська | 98,64 %  |
| російська  | 1,36 %   |